# Nefrite túbulo-intersticial
Nefrite túbulo-intersticial (NTI), ou simplesmente nefrite intersticial, é caracterizada por uma inflamação renal onde a maior lesão é aos túbulos e tecido intersticial. Pode ser aguda (episódio isolado) ou crônica (recorrente/duradoura) e de causa farmacológica (reação indesejável a um medicamento), consequência de uma reação imunológica excessiva a uma infecção, neoplasia, doença autoimune ou alteração metabólica.

## Causas
As principais causas são:
- Efeito colateral ou reação alérgica a medicamentos (mais de 75% dos casos);
  - Antibióticos (como penicilina, ampicilina, meticilina, sulfamidas e outros);
  - Antiinflamatórios não-esteroides;
  - Analgésicos como aspirina e paracetamol;
  - Quimioterápicos como cisplatinas e nitrosoureias;
  - Outros como omeprazol, lítio, ciclosporina e tracolimo;
- Infecções renais fúngicas, bacterianas ou virais (15% dos casos);
- Nefropatia idiopática, ou seja, de causa desconhecida, mas geralmente simultânea com uveíte (10% casos);

Outras causas mais raras incluem:
- Consequência de outra doença sistêmica ou neoplasias como sarcoidose, leucemias, linfoma mieloma;
- Doenças autoimunes, tais como a nefropatia por anticorpos antimembrana basal tubular, doença de Kawasaki, síndrome de Sjogren, lúpus eritematoso sistêmico ou a granulomatose de Wegener;
- Alteração metabólica (como excesso de cálcio, potássio, ureia...);
- Intoxicação por metal pesado (como cadmio, chumbo ou mercúrio);
- Nefropatia obstrutiva (como pedra nos rins);
- Nefropatia por radiação;

## Sinais e sintomas
Os sintomas mais comuns são:
- Insuficiência renal aguda;

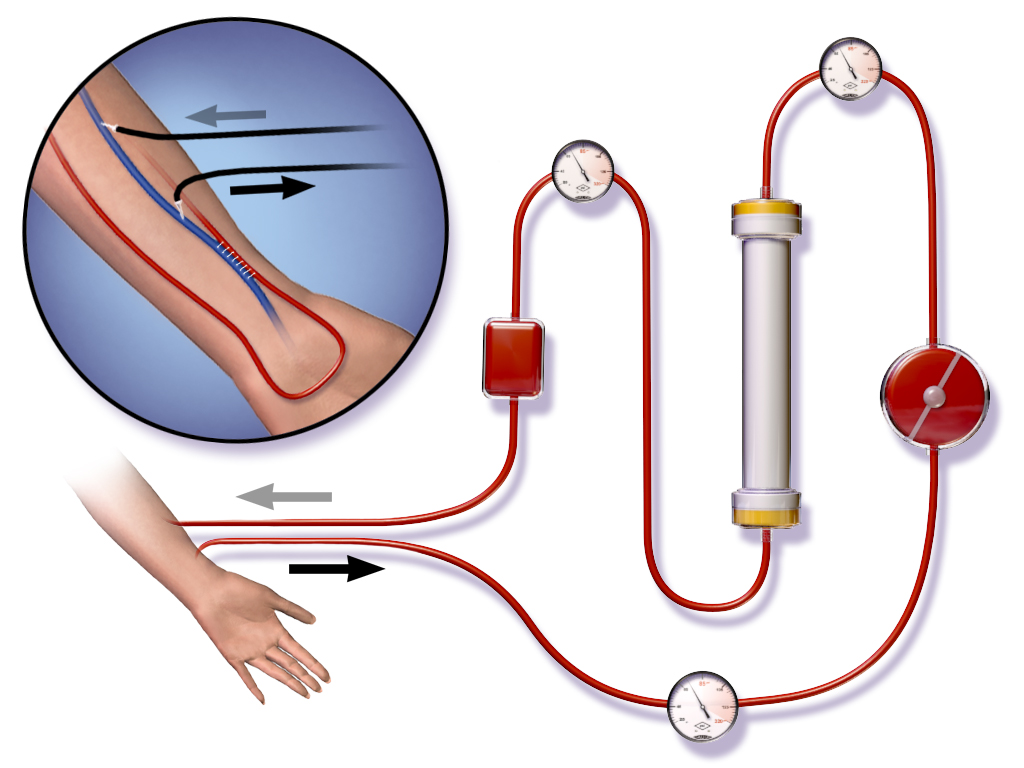
Quando a insuficiência renal é grave pode exigir dialises até que a função renal melhore

- Leucocitúria e piúria (leucócitos na urina);
  - Eosinofilia e eosinofilúria (eosinófilos elevados em sangue e na urina);
- Proteinúria geralmente não nefrótica (proteínas na urina);
- Hematúria geralmente microscópica (um pouco de sangue na urina);

Sintomas menos comum incluem:
- Dores nas articulações (em 46% dos casos);
- Febre (em 40% dos casos);
- Dor lombar (30% dos casos);
- Manchas vermelhas na pele (em 20% dos casos);
- Acidose urinária (Ph maior que 5,5);
- Perda maior de sódio, potássio ou magnésio;
- Síndrome nefrótica (raro).

## Epidemiologia
Estudos epidemiológicos identificam apenas 4 entre em cada 100.000 pessoas por ano, porém é provável que seja muito mais, já que podem ser pouco sintomáticos, diagnosticados apenas como sintoma de outras doenças ou podem não ser diagnosticados pelo uso de exames imprecisos. Em estudos com pacientes com insuficiência renal representava cerca de 20% e em biópsias renais pode ser identificada em 1 a 3% dos casos.

## Tratamento
Caso o problema seja um medicamento, é recomendado sua troca por um similar, fazer uma dieta para corrigir alterações metabólicas (como baixo consumo de sódio quando há pressão alta e baixo consumo de proteína para evitar azotemia) e acompanhar para verificar se há melhora. Casos graves de insuficiência renal (cerca de 40%) podem exigir uma diálise, porém geralmente apenas por períodos curtos.
Quando o problema é uma infecção, costuma melhorar com o uso de antibiótico, reposição adequada de líquidos e repouso. Quando o problema é uma neoplasia, o tratamento com quimioterapia pode melhorar rapidamente a função renal.
Outro tratamento menos conservador é o uso de anti-inflamatório esteroides em altas doses e diminuir as doses a cada dia, especialmente quando a causa foi um anti-inflamatório não-esteroide(AINE) ou antibióticos ou quando a causa é desconhecida. O restabelecimento da função renal vai depender do grau de cicatrização (fibrose) que ocorreu nos rins, sendo geralmente pior o prognóstico em pacientes com mais idade ou que demoraram mais para buscar o tratamento.